# Tom McBeath
Tom McBeath (nacido el 2 de mayo de 1946 en Vancouver, Canadá) es un actor canadiense.

## Vida y carrera
Tom McBeath es hijo de un inmigrante escocés. Comenzó su carrera en 1968 como programador de computadoras en Air Canada Finance en Winnipeg. En su tiempo libre actuó, a partir de 1970, en el teatro de aficionados y en 1972 en cinco grupos de teatro para aficionados. Pasó más tiempo en el escenario que en su trabajo. Por ello decidió estudiar para ser actor en la Universidad de Alberta y más tarde en el Playhouse Acting School. Hasta que hizo su debut en el cine en un pequeño papel en 1984, en el crimen de televisión Glitter Dom - En el Sostenimiento del Mundo del Brillo Tom McBeath hizo teatro. Pudo establecerse como actor de cine y participó, desde entonces, en películas como Doble traición (1999), En la red de la araña (2001), Aliens vs. Predator 2 (2007) y Watchmen (2009).
En paralelo a sus papeles para cine y teatro, McBeath también apareció en varias películas y series de televisión. Así, participó en la película Supervolcán (2005) e interpretó el papel de Roger Deakins desde el 2006 hasta el 2007 en diez episodios en la serie de misterio Intelligence. Sin embargo, consiguió ser conocido por un amplio público interpretando el papel de Harry Maybourne en la serie de Stargate SG – 1 (1998–2005), en la que apareció en once episodios.

## Filmografía (selección)

### Películas
- 1984: Glitter Dom En el Sostenimiento del Brillo (Brillo de la Catedral)
- 1985: La Agonía de la Incertidumbre (Into Thin Air)
- 1985: En el Calor de la ciudad de Nueva York (Certain Fury)
- 1987: Y de repente se fue la Navidad (Christmas Comes to Willow Creek)
- 1988: Acusados (The Accused)
- 1989: Seitensprünge (Primos)
- 1990: Adulterio - Uno no era suficiente para ella (Burning Bridges)
- 1990: Un extraño sonido (Cadence)
- 1990: Testigo accidental (Narrow Margin)
- 1991: ...y el papá Noel si lo hay (Yes, Virginia, There Is a Santa Claus)
- 1991: El martirio de una madre (My Son Johnny)
- 1991: Run – Corre por tu vida (Run)
- 1992: Ningún ángel por la tierra (The Man Upstairs)
- 1992: Los Caminos desde la nada (Miles from Nowhere)
- 1993: El Perro (The Sea Wolf)
- 1993: Corazón en cadenas (Without a Kiss Goodbye)
- 1993: Whose Child Is This? The War for Baby Jessica
- 1994: Happy, la liebre feliz (Happy, the Littlest Bunny)
- 1994: Cubiertas de nieve – Navidad en tormenta de nieve (A Christmas Romance)
- 1995: Black Fox – La Venganza es mía (Black Fox: Good Men and cuarto de Baño)
- 1995: El escondite (Escondite)
- 1995: La llamada de Auxilio desde las llamas (Not Our Son)
- 1996: Caza del Crimen (The Limbic Región)
- 1996: A sangre fría (In Cold Blood)
- 1997: Accidente en el Desierto (True Heart)
- 1997: Aircrash – Desastre en el descenso (Final Descent)
- 1997: Sucios trucos en Reno (Tricks)
- 1998: Agente Nick Fury en Berlín (Nick Fury: Agent of S.H.I.E.L.D.)
- 1998: Firestorm – Infierno Ardiendo (Firestorm)
- 1999: Doble traición (Double Jeopardy)
- 1999: Pasado fatal (A Murder on Shadow Mountain)
- 2000: Nido Mortal (They Nido)
- 2001: En la Red de la Araña (Along came a Spider)
- 2002: Los pecados de los padres (Sins of the Father)
- 2005: Supervolcán (Supervolcano)
- 2007: Aliens vs. Predator: Requiem (Aliens vs Predator: Requiem)
- 2009: Alien Trespass
- 2009: Wake Up! – Vive tu Sueño (Living Out Loud)
- 2009: Watchmen (película) (Watchmen)
- 2010:  La gran aventura de Santa Pfotes (The Search for Santa Paws, Voz)
- 2012: El Experimento Filadelfia – Reactivado
- 2015: No Men Beyond This Point

### Series
- 1987–1989: 21 Jump Street (21 Jump Street, en dos episodios)
- 1990–1991: Mom P. I. (dos episodios)
- 1993–1996: Expediente X (The X-Files, tres episodios)
- 1994–1996: Highlander (dos episodios)
- 1995–1998: The Outer Limits (The Outer Limits, en dos episodios)
- 1996–1998: Millennium (Millennium, dos episodios)
- 1997–1997: La Víbora (Aparición, Temporada 3, Episodio 9 El Accidente)
- 1998–2004: Cold Squad (dos episodios)
- 1998–2005: Stargate SG – 1 (Stargate SG-1, once episodios)
- 2000–2003: La investigación Leonardo Da Vinci (dos episodios)
- 2006–2007: Los 4400 (4400, tres episodios)
- 2006–2007: Intelligence (diez episodios)
- 2007–2013: Supernatural (dos episodios)
- 2011–2011: Sanctuary – el Guardián de las Criaturas (Aparición, Temporada 3, Episodio 20 y Temporada 4, Episodio 2)
- 2017-2023: Riverdale